# Двострука игра
Двострука игра (енгл. The Departed) амерички је криминалистички филм из 2006. године, режисера Мартина Скорсезеа и сценаристе Вилијама Монахана. Римејк је хонгконшког филма Паклени послови и лабаво је заснован на деловањима банде Винтер Хил из Бостона; лик Колина Саливана је базиран на Џону Конолију, корумпираном агенту ФБИ-а, док је лик Френка Костела заснован на гангстеру Вајтију Балџеру. Главне улоге у филму тумаче Леонардо Дикаприо, Мет Дејмон, Џек Николсон и Марк Волберг, док су у споредним улогама Мартин Шин, Реј Винстоун, Вира Фармига, Алек Болдвин, Ентони Андерсон и Џејмс Беџ Дејл.
Радња филма се одвија у Бостону и околини града, првенствено у насељу Јужни Бостон. Шеф ирске мафије Френк Костело (Николсон) поставља Колина Саливана (Дејмон) као шпијуна у државној полицији Масачусетса; истовремено, полиција додељује шпијуну Билију Костигану (Дикаприо) да се инфилтрира у Костелову мафијашку банду. Када обе стране схвате ситуацију, Саливан и Костиган покушавају да открију идентитет оног другог пре него што буду откривени.
Филм је остварио комерцијални успех, зарадивши преко 291 милион долара широм света, и наишао на позитивне реакције критичара, који су нарочито похвалили режију, глуму, сценарио и монтажу. Освојио је више награда, међу којима су и четири Оскара: за најбољи филм, најбољу режију, најбољи адаптирани сценарио и најбољу монтажу. Био је номинован за шест Златних глобуса (освојивши једног) и шест награда БАФТА, као и две награде Удружења филмских глумаца.

## Радња
Филм почиње 1980-их у Бостону, када шеф ирске мафије Френк Костело регрутује младог Колина Саливана.
Много година касније, Саливан се обучава за шпијуна у Државној полицији Масачусетса и придружује се Специјалној истражној јединици. Капетан Квинан и наредник Дигнам бирају још једног регрута на полицијској академији, Билија Костигана, да се на тајном задатку инфилтрира међу криминалце.
Костиган одслужује казну у затвору да би стекао репутацију и почињава низ кривичних дела. Саливан почиње да излази са Медолин Маден, психијатром. Костиган привлачи пажњу Костела, који га касније регрутује у своју организацију. Током следеће године, Костиган се све више укључује у организацију. Његово ментално стање се погоршава, али Квинан и Дигнам га убеђују да настави. Костиган почиње да заказује састанке са Медолин.
Полиција и Костело схватају да постоји кртица у обе организације и задају Костигану и Саливану да их пронађу. У међувремену, Костиган сазнаје да је Костело заштићени доушник ФБИ-а. Костиган дели своје откриће са Квинаном. Костиган и Медолин потом започињу аферу.
Једне ноћи, Костиган прати Костела у биоскоп за одрасле и сведочи како он даје Саливану коверту са информацијама о његовој банди. Костигану је наређено да визуелно идентификује Саливана, али овај није у стању да му добро погледа лице. Када Саливан схвати да га прате, случајно убоде човека, погрешно га сматрајући Костиганом и бежи. Квинан саветује Саливану да прати Костела како би пронашао кртицу. Костиган зове Квинана и заказује састанак како би прекинуо тајну операцију, али Саливан је натерао Квинана да га прати, обмањујући друге полицајце да је Квинан можда шпијун. Саливан такође позива Костелову банду на место састанка.
Када Костелови људи стигну, Квинан помаже Костигану да побегне пре него што је бачен из зграде. Ово изазива сукоб између полиције и Костелових људи. Бесан због Квинановог убиства, Дигнам напада Саливана и бива суспендован. Тимоти Делахант, један од Костелових присталица који је рањен у пуцњави, каже Костигану да зна да је он кртица пре него што подлегне ранама. Саливан прегледа Квинанине ствари и сазнаје да је Костело доушник ФБИ-а након што је прошао кроз Квинанове белешке. Новински извештај открива да је Делахант био тајни службеник за полицијску управу Бостона, али Костело сумња да је полиција измислила ту тврдњу како би он престао да тражи кртицу. Одлучујући да се окрене против њега, Саливан усмерава полицију да прати Костела, и избија пуцњава, у којој гине већи део Костелове банде. Саливан се суочава са рањеним Костелом, који признаје да је доушник ФБИ-а. Они размењују ватру, а Саливан га убија.
Сада када је његов задатак завршен, Костиган одлази Саливану да открије свој тајни статус, још увек несвестан правог идентитета овог другог. Након што Саливан оде у другу собу, Костиган примећује исту коверту из биоскопа на његовом столу. Костиган схвата да је Саливан Костелова кртица и бежи. Убрзо након тога, Саливан се враћа и открива да је Костиган отишао, и схвата да сада зна његов прави идентитет. Потом брише Костиганове записе са полицијских рачунара. Костиган посећује Медолин, која је Саливану открила да је трудна, али не и Костигану знајући да Саливан можда није отац, и даје јој коверту, наводећи је да је отвори ако му се нешто догоди. Она проналази коверту у пошти од Костигана адресирану на Саливана. Унутра је ЦД са снимљеним разговорима Костела и Саливана. Уплашена што је Костиган открио њихову аферу, она слуша снимљене разговоре и оставља Саливана. Костиган се договара да се састане са Саливаном на крову зграде у којој је Квинан убијен, а затим га хапси. Костиган зове поручника Брауна, познаника са полицијске академије, али Браун уперава пиштољ на Костигана када он стигне, несигуран ко говори истину.
Костиган каже да има доказе који повезују Саливана са Костелом, а Браун га пушта да сиђе лифтом. Када су стигли у предворје, Костигана и Брауна убија поручник Бариган, Саливанов пријатељ који открива да је још један шпијун који ради за Костела. Саливан убија Баригана, након чега проглашава Баригана за кртицу, истовремено уклањајући сумњу са себе.
На Костигановој сахрани, Саливан и Медолин стоје поред његовог гроба. Док Медолин тихо плаче, Саливан схвата да су њих двоје били у вези. Покушава да разговара са њом, али она га игнорише. Касније, када Саливан стигне кући, Дигнам га чека унутра и, након што Саливан равнодушно прихвати своју судбину, Дигнам га упуца у главу, светећи се за Квинанову и Костиганову смрт, пре него што он оде. Последњи кадар приказује пацова како пузи по огради терасе.

## Улоге
| Глумац            | Улога                         |
| ----------------- | ----------------------------- |
| Леонардо Дикаприо | Вилијам „Били“ Костиган       |
| Мет Дејмон        | Колин Саливан                 |
| Џек Николсон      | Френсис „Френк“ Костело       |
| Марк Волберг      | Шон Дигнам                    |
| Мартин Шин        | Капетан Оливер „Чарли“ Квинан |
| Вира Фармига      | Медолин Маден                 |
| Реј Винстоун      | Арнолд, „гдин. Френч“         |
| Алек Болдвин      | Капетан Џорџ Елерби           |
| Ентони Андерсон   | Полицајац Браун               |
| Џејмс Беџ Дејл    | Поручник Бариган              |
| Роберт Волберг    | Агент ФБИ-а Франк Лацио       |

## Награде
За улогу Вилијама „Билија“ Костигана, Леонардо Дикаприо био је номинован за златног глобуса као најбољи глумац. Био је номинован и за награду БАФТА-е као најбољи глумац.
- Освојен Златни глобус као:
  - најбоља режија
    - и 5 номинација за:
    - најбољи филм
    - најбољи сценарио
    - најбољег главног глумца (Леонардо Дикаприо)
    - најбољег споредног глумца (Џек Николсон и Марк Волберг)
- 4 освојена Оскара за:
  - најбољи филм
  - најбољу режију
  - најбољи сценарио
  - најбољу монтажу

## Занимљивости
- Академија је филм Internal Affairs, пореклом из Хонгконга, првобитно означила јапанским. Грешку је исправио Скорсезе, док је примао Оксара за најбољу режију.
- Ово је Скорсезеов први филм који је освојио Оскар за најбољи филм.
- Колина је требало да игра Бред Пит, али је одустао. Међутим, био је извршни продуцент филма. Занимљиво, иако је био продуцент заједно са Грејом Кингом, само је Кинг освојио Оскара за најбољи филм, док Пит није био ни номинован.